# 河神星
河神星（91 Aegina）是第91颗被人类发现的小行星，于1866年11月4日发现。河神星的直径为109.8千米，质量为1.4×1018千克，公转周期为1523.536天。
河神星以希臘神話的人物埃癸娜命名。